# Eulers totientfunktion
I talteori er totienten {\displaystyle \varphi (n)} eller {\displaystyle \phi (n)} af et naturligt tal {\displaystyle n} defineret til at være antallet af naturlige tal, mindre end eller lig med {\displaystyle n}, som er indbyrdes primiske med {\displaystyle n}.
For eksempel er {\displaystyle \varphi (8)=4}, da tallene 1, 3, 5 og 7 er indbyrdes primiske med 8.
Funktionen {\displaystyle \varphi :\mathbb {N} \to \mathbb {N} } kaldes totientfunktionen.
Totienten kaldes ofte Eulertotienten eller Eulers totient, navngivet efter den schweiziske matematiker Leonhard Euler, der studerede den.
Totientfunktionen kaldes også Eulers phifunktion eller phifunktionen, da, det græske bogstav, phi ({\displaystyle \varphi } eller {\displaystyle \phi }) ofte bruges som symbol for funktionen.
Cototienten af {\displaystyle n} er defineret som {\displaystyle n-\varphi (n)}.